# Asia Pacific Airlines
Asia Pacific Airlines  es una aerolínea de carga con sede en Danville, California, EE. UU. en la bahía de San Francisco. Opera vuelos chárter de carga desde Guam. Su base de operaciones principal es el aeropuerto internacional de Guam.

## Historia
La aerolínea fue fundada el 5 de junio de 1998 y comenzó a operar, con aviones de la serie Boeing 727-200, el 3 de junio de 1999. Fue fundada como Aero Micronesia, y es una compañía filial de Tan Holdings Corporation. El principal cometido de la empresa es el transporte del correo de los Estados Unidos y otras cargas, dentro de la Micronesia, así como la importación de atún de alta calidad para su posterior envío a los mercados internacionales.
En enero de 2015 comenzó el proceso de modernización y expansión de la flota trayendo aviones de la serie Boeing 757-200.

## Flota

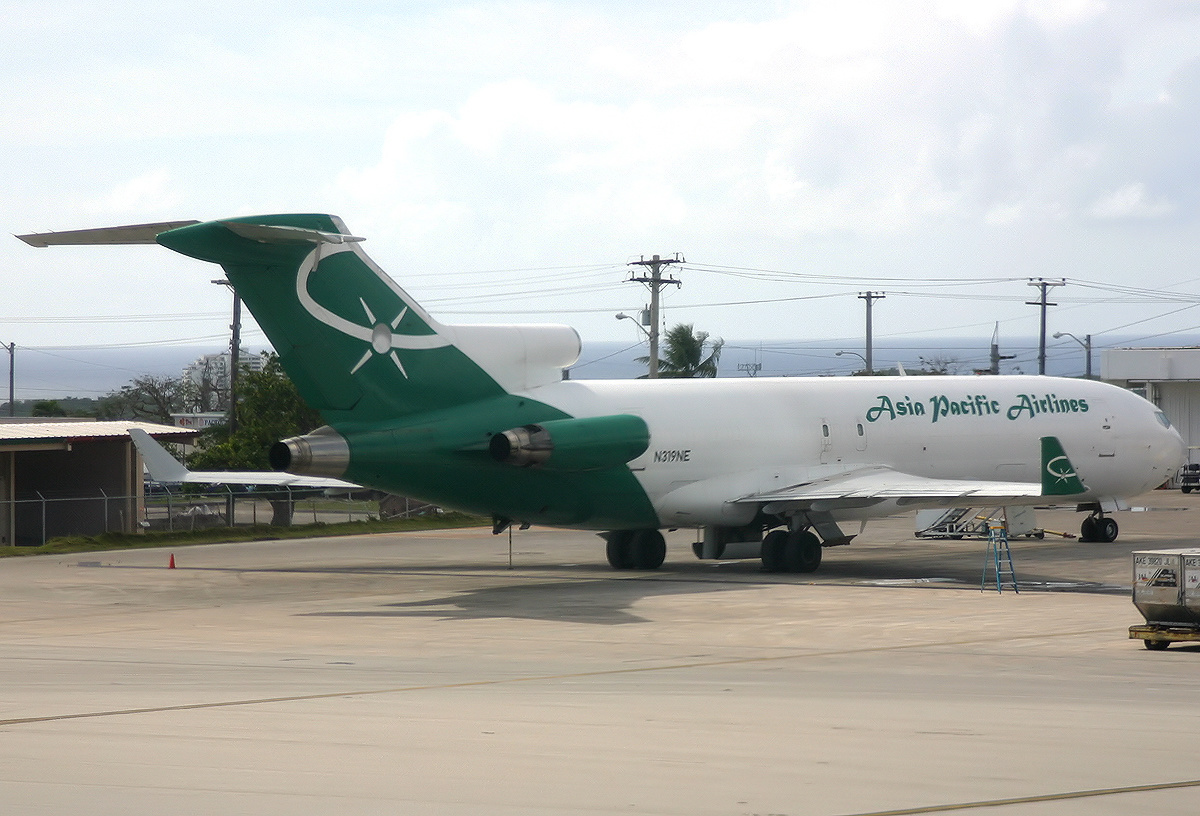
727-212F de Asia Pacific Airlines estacionado en Guam.

La flota de Asia Pacific Airlines incluye los siguientes aeronaves, con una edad media de 29.2 años (en abril de 2021):
| Boeing 757-200F | 4 | — |  |  |  |  |
| Total           | 4 | — |  |  |  |  |